# Higuera de Llerena
Higuera de Llerena è un comune spagnolo di 429 abitanti situato nella comunità autonoma dell'Estremadura.